# منطقة موبتي
منطقة موبتي (بالفرنسية: région de Mopti)‏ هي أحد مناطق مالي. مركزها مدينة موبتي.

## التقسيم الإداري

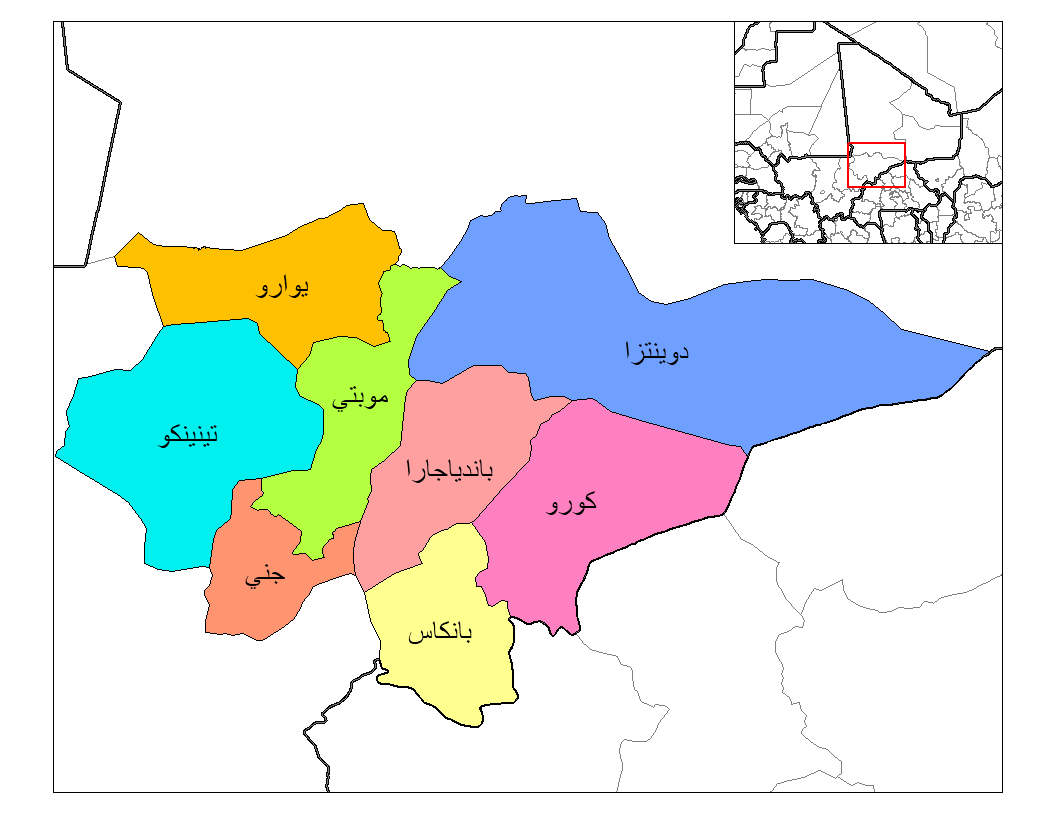
دوائر منطقة موبتي

تنقسم المنطقة لـ 8 دوائر تنقسم بدورها لـ 108 كوميون (بلدية).
| الدائرة    | المركز الإداري | المساحة   | السكان (إحصاء 2009) | الكوميونات (البلديات) |
| ---------- | -------------- | --------- | ------------------- | --------------------- |
| باندياجارا | باندياجارا     | 10520 كم² | 317.965 نسمة        | 23                    |
| بانكاس     | بانكاس         | 9054 كم²  | 263446 نسمة         | 12                    |
| جيني       | جيني           | 4563 كم²  | 207،260 نسمة        | 12                    |
| دوينتزا    | دوينتزا        | 23481 كم² | 247794 نسمة         | 15                    |
| كورو       | كورو           | 10937 كم² | 361944 نسمة         | 16                    |
| موبتي      | موبتي          | 7،262 كم² | 368.512 نسمة        | 15                    |
| تينينكو    | تينينكو        | 11297 كم² | 163،641 نسمة        | 10                    |
| يوارو      | يوارو          | 7139 كم²  | 106768 نسمة         | 7                     |